# Явор Христов
Явор Василев Христов е български спортист, състезаващ се в дисциплината стрелба с лък. Има две участия на Олимпийски игри (Атина 2004 г. и Лондон 2012 г.), участвал е на Първите Европейски игри в Баку през 2015 г. През 2003 г. във Франция е вицешампион с отбора на България, в Анталия през 2006 г. е вицешампион на Световната купа на открито, а през 2009 г. в Жежов, Полша завоюва Световната титла в зала срещу представител на домакините.
Започва спортната си кариера в СК „Дунав“ гр. Русе с треньор Зюхтю Калит. Продължава образованието си в Национална спортна академия „Васил Левски“, специалност „треньор по стрелба с лък“. 
Състезател е на клуб „Динамикс“, Силистра. Многократен републикански шампион и носител на отличия от национални и международни турнири.